# フェダーゼン・ヴィールデ
フェダーゼン・ヴィールデ（Feddersen Wierde）は、ドイツ北部のヴェーザー川河口付近に形成されていたゲルマン人の集落。古ゲルマン社会を研究するうえで重要な集落跡である。ブレーマーハーフェンの北方、ニーダーザクセン州に位置する。

## 概要
紀元前1世紀、湿地地帯において集落の形成が始まった。しかし、洪水の頻発などを背景として、紀元後1世紀末頃より盛土の居住地を設けるようになった。段階的に盛土は積み重ねられており、発掘を通じて7つの定住層が明らかになった。これにより、古ゲルマン人社会の段階的変化をうかがうことができる。
土地利用は、農業より牧畜が主であった。狩猟や漁業の重要性は低かった。後期の定住層では、手工業者の活動がうかがえるようになる。
スカンディナヴィア半島やローマ属州との交易活動も行われており、ローマの貨幣、青銅器などが出土している。ローマとの交易は2世紀より始まったとされ、このころに村長の屋敷が建設されている。
5世紀には廃村となり、住民はより内陸に拠点を移した。